# Muscle court fibulaire
Le muscle court fibulaire (ou muscle court péronier latéral) est un muscle du membre inférieur situé dans la jambe. Il est contenu dans la loge crurale latérale.

## Description
Le muscle court fibulaire occupe la partie inférieure de la loge crurale latérale. Il relie la fibula au cinquième métatarsien.  

## Origine
Le muscle court fibulaire se fixe sur les deux tiers inférieur  de la face latérale de la fibula, sur la partie adjacente de la membrane interosseuse de la jambe et sur le septum intermusculaire postérieur de la jambe.

## Trajet
Le muscle court fibulaire descend en se transformant en tendon à la jonction de son tiers inférieur avec son tiers moyen. Le tendon passe en arrière de la malléole latérale dans le sillon malléolaire de la fibula dans une gaine synoviale, Puis il se dirige en bas et en avant maintenu par une sangle fibreuse.

## Terminaison
Le muscle court fibulaire s'insère sur la tubérosité du cinquième os métatarsien.

## Innervation
Le muscle court fibulaire est innervé par le nerf fibulaire superficiel.

## Vascularisation
Le muscle court fibulaire est vascularisé par l'artère tibiale antérieure.

## Anatomie fonctionnelle
Le muscle court fibulaire est abducteur et rotateur latéral du pied. Il est fléchisseur dorsal ou fléchisseur plantaire de la cheville selon les auteurs. Son action sur la flexion est donc probablement relativement neutre.
Il fait partie des muscles éverseurs du pied contrairement au muscle long fibulaire.
Le muscle court fibulaire, le muscle long fibulaire et le muscle tibial postérieur sont trois muscles qui jouent un rôle important dans la stabilisation latérale du pied.

## Aspect clinique
Le muscle court fibulaire peut entrainer le déplacement de la base du cinquième métatarsien lors de sa fracture ou être l'origine d'une fracture par avulsion de ce même métatarsien.

## Galerie

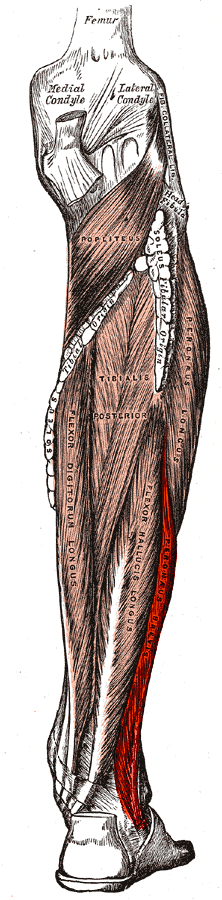
Court fibulaire (en rouge).
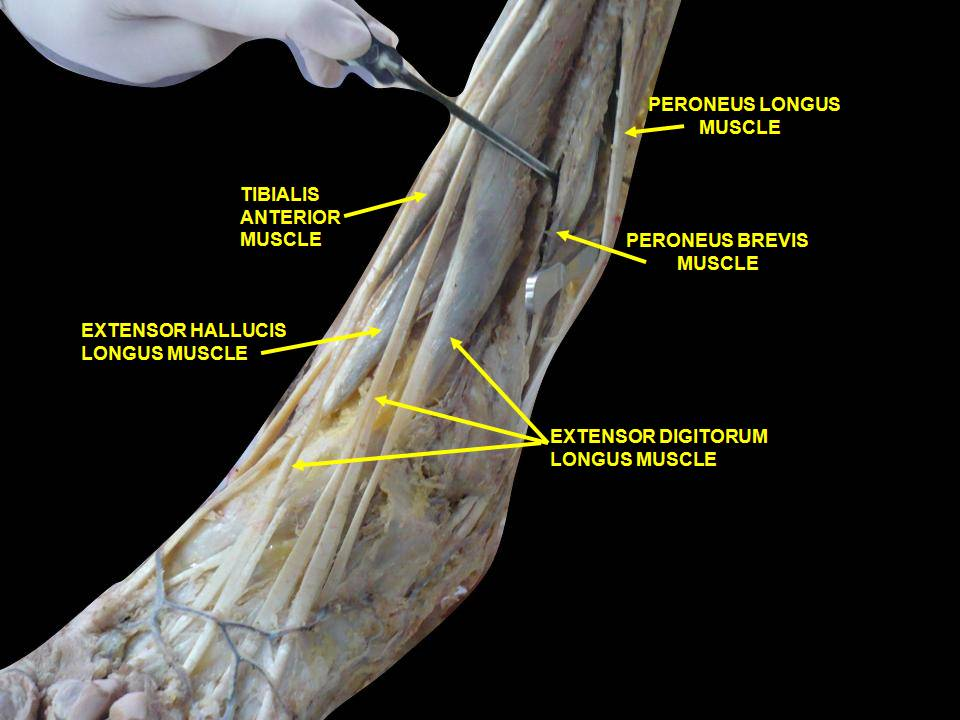
Muscles de la loge latérale de la jambe (dissection).